# اچ‌ام‌ای‌اس اوتوی (اس ۵۹)
اچ‌ام‌ای‌اس اوتوی (اس ۵۹) (به انگلیسی: HMAS Otway (S 59)) یک زیردریایی بود که طول آن ۲۹۵٫۲ فوت (۹۰٫۰ متر) بود. این زیردریایی در سال ۱۹۶۶ ساخته شد.